# Біскупиці (Заверцянський повіт)
Біскупиці (пол. Biskupice) — село в Польщі, у гміні Пілиця Заверцянського повіту Сілезького воєводства.
Населення — 288 осіб (2011).
У 1975—1998 роках село належало до Катовицького воєводства.

## Демографія
Демографічна структура станом на 31 березня 2011 року:
|          | Загалом | Допрацездатний вік | Працездатний вік | Постпрацездатний вік |
| -------- | ------- | ------------------ | ---------------- | -------------------- |
| Чоловіки | 153     | 27                 | 106              | 20                   |
| Жінки    | 135     | 26                 | 73               | 36                   |
| Разом    | 288     | 53                 | 179              | 56                   |